# Oud-Zuilen
Oud-Zuilen is een klein dorp aan de rivier de Vecht, gelegen in de gemeente Stichtse Vecht, in de Nederlandse provincie Utrecht. Tot 1954 was Oud-Zuilen onderdeel van de voormalige gemeente Zuilen.

## Geschiedenis
Tekenen van eerste bewoning zijn er omstreeks 700 op het landgoed Swesen. In de 13e eeuw is er voor het eerst sprake van Zuilen.
Rond 1913 wordt door de industrialisatie een uitbreiding van het dorp gerealiseerd doordat de metaalbedrijven Werkspoor en Demka zich gingen vestigen langs de voorloper van het Amsterdam-Rijnkanaal. Deze uitbreiding, die geheel los stond van het dorp, werd Nieuw Zuilen genoemd. Nieuw Zuilen werd in 1954 geannexeerd door de stad Utrecht en ligt nu in de wijk Noordwest. Oud-Zuilen werd dat jaar bij de gemeente Maarssen gevoegd tot die op haar beurt in 2011 opging in de gemeente Stichtse Vecht.

## Bijzonderheden
- In het dorpje bevindt zich het Slot Zuylen.
- De voormalig Hervormde Kerk van Oud-Zuilen, dat samen met Slot Zuylen onder het beschermd dorpsgezicht valt.
- De Begraafplaats Oud-Zuilen, gesticht in het laatste kwart van de 18e eeuw, is een van de eerste buitenbegraafplaatsen van Nederland.
- Ten noorden van de woonkern staan twee molens: de Buitenwegse Molen en de Westbroekse Molen.
- Het historische pand Swaenenvecht.
- Het Planetarium Zuylenburgh, dat alleen op afspraak bezichtigd kan worden.

## Afbeeldingen

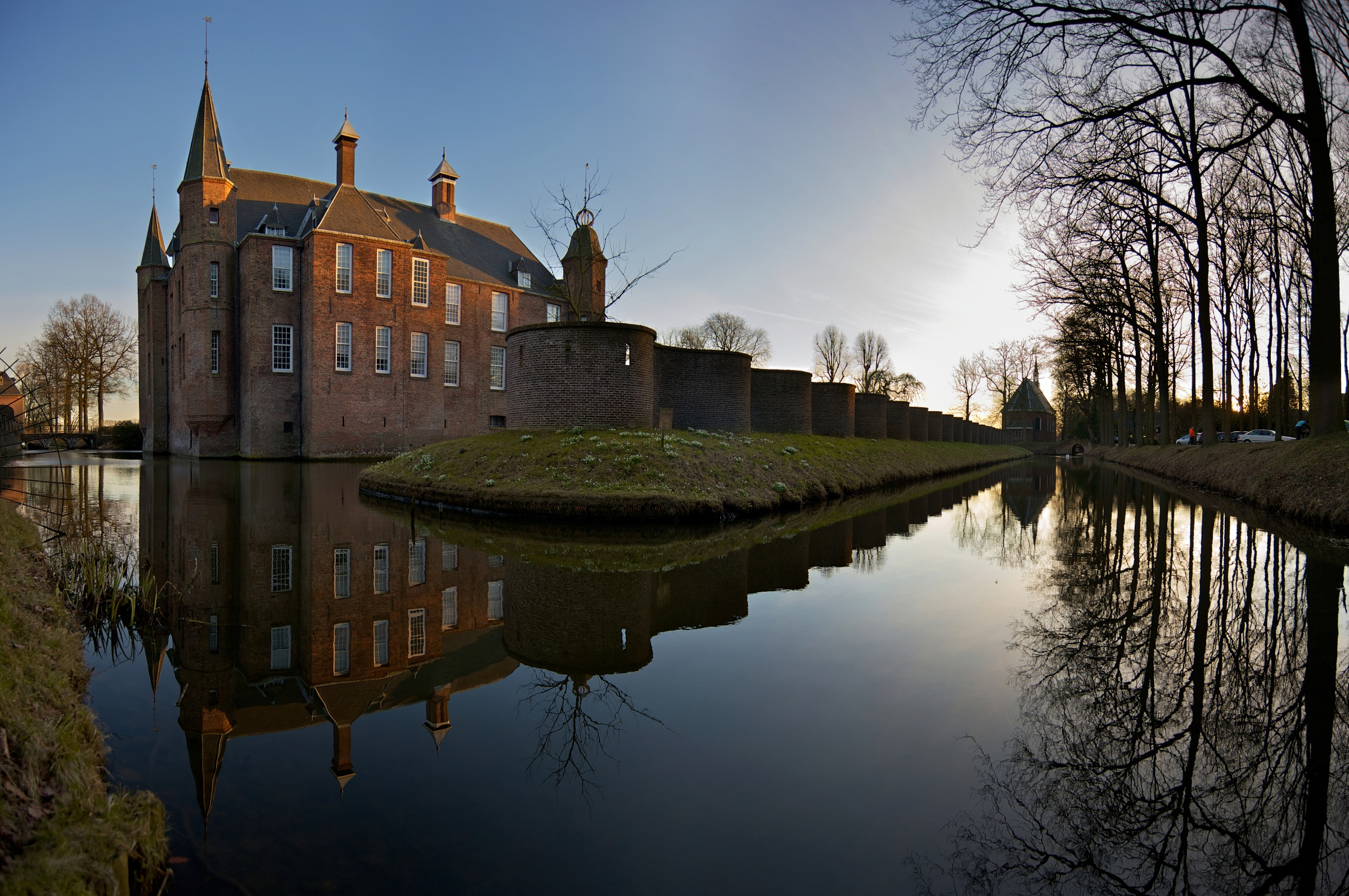
Slot Zuylen
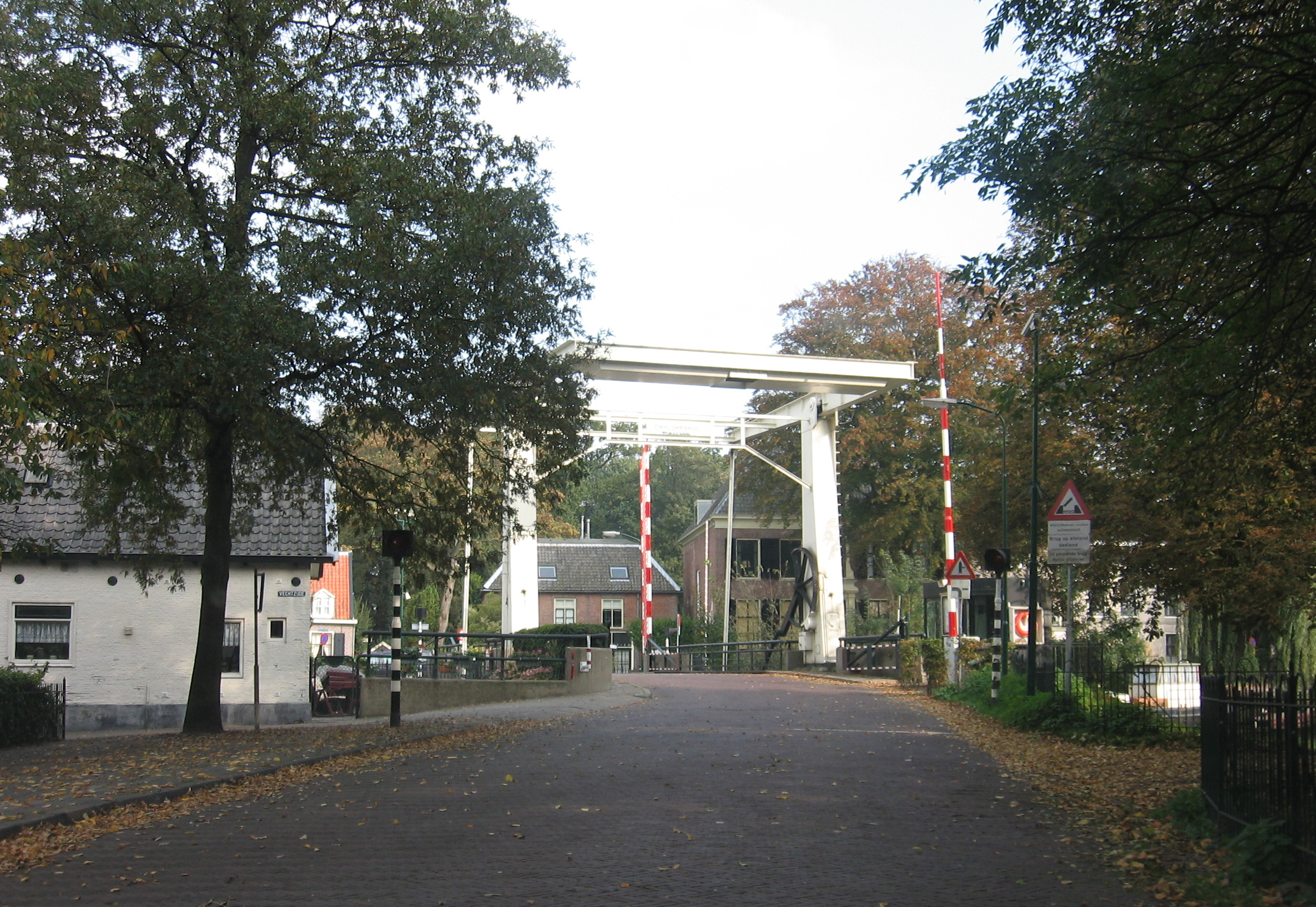
Wethouder D.M. Plompbrug over de Vecht
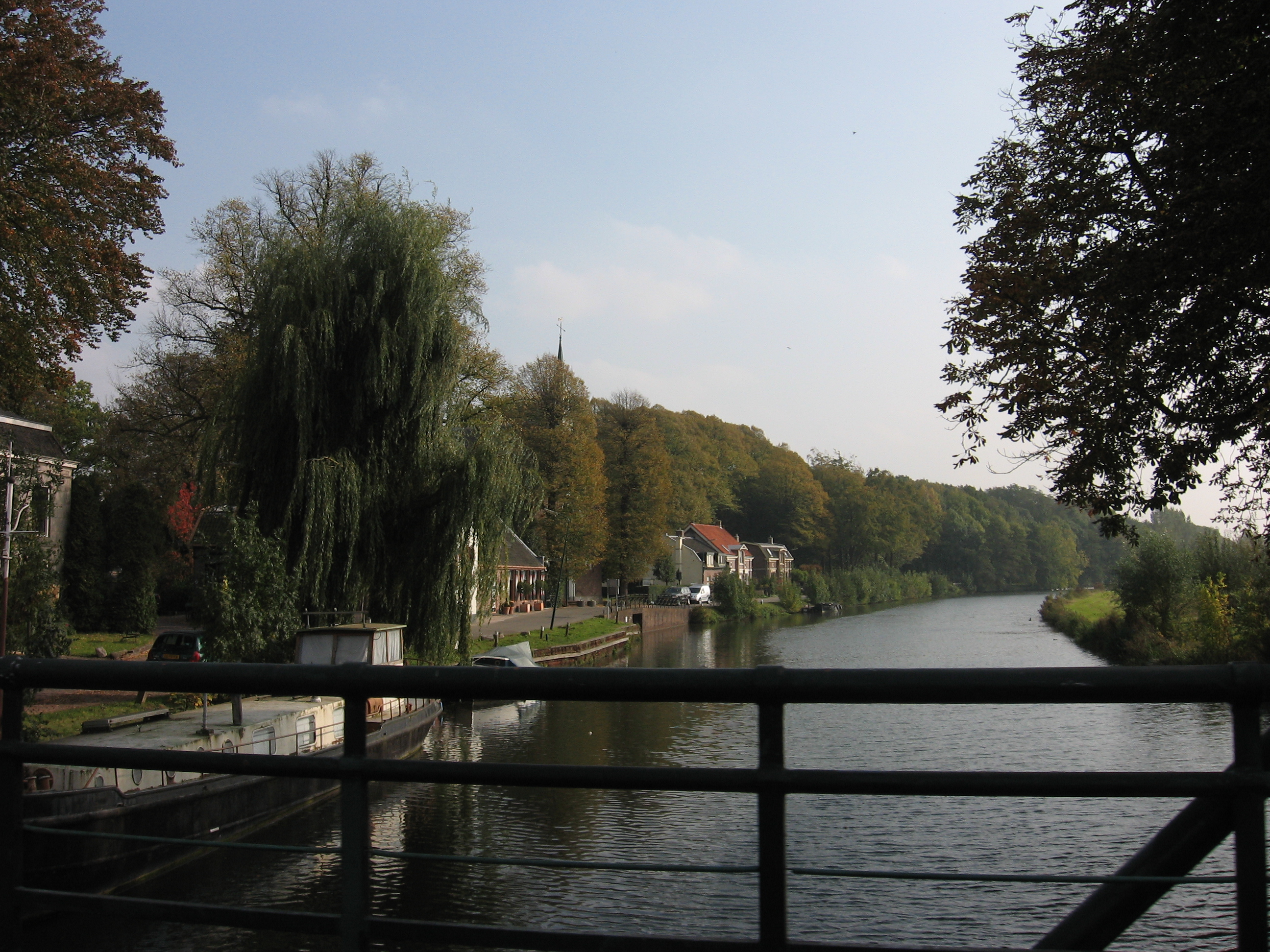
Vecht, gezien vanaf de ophaalbrug
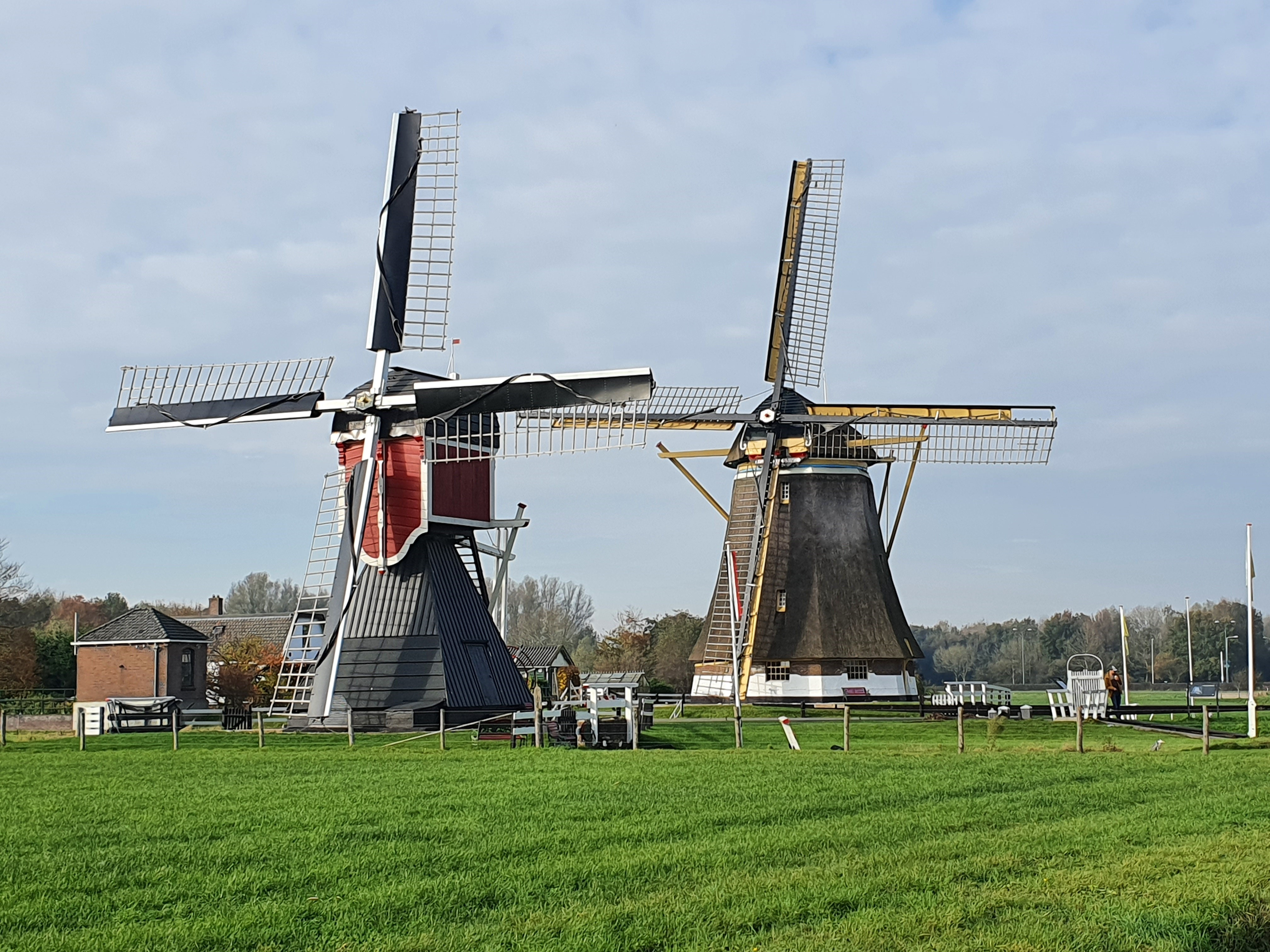
Buitenwegse en Westbroekse Molen